# Pleurodeles poireti
Espèce
Synonymes
- Triton poireti Gervais, 1835
- Glossoliga hagenmulleri Lataste, 1881

Statut de conservation UICN

 EN B1ab(iii)+2ab(iii) : En danger
Statut CITES
Pleurodeles poireti est une espèce d'urodèles de la famille des Salamandridae. En français elle est nommée Triton Algérien, Triton Edough ou Triton de Poiret.

## Répartition
Cette espèce est endémique d'Algérie. Elle se rencontre dans le massif Edough.
Son habitat est constitué des fleuves, des rivières intermittentes, les marécages, les marais d'eau douce, des citernes et des étangs. Ils sont menacés par la perte d'habitat.

## Étymologie
Cette espèce est nommée en l'honneur du botaniste français Jean-Louis Marie Poiret.

## Publication originale
- Gervais, 1835 : Énumération de quelques espèces de reptiles provenant de Barbarie. Annales des Sciences Naturelles. Zoologie et Biologie Animale. Paris, sér. 2, vol. 6, p. 308-313 (texte intégral).